# Сельское поселение Комсомольский
Сельское поселение Комсомольский — муниципальное образование в составе Кинельского района Самарской области.
Административный центр — посёлок Комсомольский.

## Административное деление
В состав сельского поселения входят:
- железнодорожная платформа 1150 км,
- железнодорожная платформа 1157 км,
- село Грачёвка,
- село Павловка,
- село Покровка,
- село Филипповка,
- посёлок Комсомольский,
- посёлок Тростянка,
- железнодорожная станция Спиридоновка,
- железнодорожная станция Тургеневка.